# Hrvatsko društvo političkih zatvorenika
Die Hrvatsko društvo političkih zatvorenika (Kroatische Gesellschaft der politischen Gefangenen), kurz HDPZ, ist eine 1974 gegründete bzw. am 17. Februar 1990 neugegründete Hilfsorganisation für die kroatischen Opfer der kommunistischen Gewaltherrschaft im ehemaligen Jugoslawien (Titoismus). Noch im Jahre 1998 zählte der HDPZ etwa 10.000 Mitglieder, im Jahr 2002 waren es altersbedingt nur noch etwa 7.500 Mitglieder.
Seit 1995 gehört der HDPZ der Internationalen Assoziation ehemaliger politischer Gefangener und Opfer des Kommunismus, kurz Inter-Asso, an. Weitere Mitglieder der beim Amtsgericht Berlin-Charlottenburg registrierten Inter-Asso sind Hilfsorganisationen für Opfer aus Albanien, Bulgarien, Bosnien-Herzegowina, Estland, Kroatien, Litauen, Lettland, Ungarn, Polen, Rumänien, Tschechien, der Slowakei und der Ukraine. Inter-Asso hat über 2 Millionen Einzelmitglieder.

## Ziele
Ziele der Hilfsorganisation sind die Dokumentation der Verfolgung der Regimegegner im ehemaligen kommunistischen bzw. sozialistischen Jugoslawien und die kartografische Rekonstruktion der Orte von Massakern und Einzelverfolgungen, die Rehabilitation der Opfer sowie die juristische Durchsetzung von Entschädigungen. Dazu werden auch Veranstaltungen durchgeführt und Schriften publiziert. Der Verein gibt die Zeitschrift Politički zatvorenik (Der politische Gefangene) heraus.

## Geschichte
Die HDPZ wurde 1974 von kroatischen Dissidenten in München gegründet. Nach dem Fall des Eisernen Vorhangs tagte eine Initiativgruppe zur Neuaufstellung der HDPZ am 20. November 1989 in Zagreb, der unter anderem Dražen Budiša, Vlado Gotovac, Marko Veselica und Vladimir Šeks angehörten. Dabei wurden die Ziele des Vereins neu definiert. So ging es um den Schutz der politischen Gefangenen und deren Familien und um den Schutz der Menschenrechte. Die HDPZ wurde am 17. Februar 1990 neugegründet und am 20. April 1998 in das Register der gemeinnützigen Organisationen der Republik Kroatien eingetragen. Vorsitzender der HDPZ bei Neugründung 1990 war Marko Veselica. Die so im seit 1991 unabhängigen Kroatien legitimierte HDPZ erreichte in der Folge ein Regierungsdekret, welches ehemaligen politischen Dissidenten eine Rente zugestand. Dennoch blieben diese unzufrieden, da es nie zu einer öffentlichen Aussprache zwischen den noch lebenden Opfern und den Verantwortlichen kam. Die Mitgliederanzahl dieses Vereins, der auch in Bosnien-Herzegowina vertreten ist, nimmt aus Altersgründen langsam ab.
Ein Projekt der HDPZ ist die Einrichtung einer Gedenkstätte zum Gedenken an die Opfer totalitärer Regime, an der sie seit 2013 arbeitet. Sie hat die Zustimmung der Republik Kroatien für die Einrichtung des Zentrums. Das Projekt wurde jedoch vom Kulturamt der Stadt Zagreb ausgesetzt.